# Rogelio Domínguez
Rogelio Antonio Domínguez López (Buenos Aires, 9 marzo 1931 – Buenos Aires, 23 luglio 2004) è stato un calciatore e allenatore di calcio argentino, di ruolo portiere.

## Biografia
Nacque nella capitale argentina (più precisamente, a San Miguel) da genitori spagnoli; il padre era originario di Orense e tutti i suoi parenti erano del Paese iberico. Morì all'Hospital Piñeyro, a Flores, nel 2004 a causa di un infarto del miocardio.

## Caratteristiche tecniche
Giocava come portiere; era dotato di una imponente statura, che però non lo ostacolava nell'effettuare parate d'ogni tipo. Era particolarmente sicuro nelle uscite e possedeva un affinato senso della posizione; eseguiva spesso delle parate utilizzando una sola mano.

## Carriera

### Giocatore

#### Club
Domínguez iniziò a giocare a calcio nel settore giovanile del River Plate, in cui entrò a 14 anni nella Quinta División. Lì, rimase sino ai 17 anni, trasferendosi poi al Racing Club di Avellaneda: fu incluso in prima squadra nel 1951, quale riserva di Antonio Oscar Rodríguez prima e di Héctor Grisetti poi. Nel 1953 divenne titolare, e negli anni seguenti si mise particolarmente in evidenza per la sua abilità. Nel 1953, nel 1955 e nel 1956 fu l'estremo difensore meno battuto della Primera División argentina; attirò così le attenzioni del Real Madrid, che nel giugno 1957 lo acquistò: 2.000.000 di pesos andarono al Racing e 1.500.000 a Domínguez, che firmò un contratto di due anni. Giunto in Spagna, giocò 16 incontri alla sua prima stagione, di cui 14 da titolare e 2 da subentrato. Durante questa annata, ottenne anche la vittoria della Coppa dei Campioni e del campionato spagnolo. Nel 1958-1959 fu impiegato meno, arrivando a disputare 5 gare in Primera División; al suo posto giocò come titolare Juan Alonso Adelarpe. Ciò nonostante, Domínguez fu scelto per difendere i pali del Real Madrid nella finale della Coppa dei Campioni 1958-1959, vinta dal club con il 2-0 di Stoccarda sul Reims. Il portiere argentino tornò a far parte dei titolari nel 1959-1960, stagione in cui, con Manuel Fleitas Solich in panchina, scese in campo 28 volte su 30; arrivò anche un'ulteriore vittoria in Coppa dei Campioni. L'annata seguente vide l'arrivo di Miguel Muñoz come tecnico, e l'ex giocatore del Real preferì José Vicente Train a Domínguez, che arrivò a disputare un solo incontro. L'argentino fu però schierato in entrambe le partite della Coppa Intercontinentale 1960, vinta dal Real. Nel 1961-1962 Domínguez retrocesse a terzo portiere, dietro ad Araquistain e allo stesso Train. Stante questa situazione, nel febbraio 1962 lasciò Madrid, firmando un contratto con il River Plate. Anche in questa compagine, tuttavia, trovò spazio, poiché dovette convivere con Amadeo Carrizo, titolare del club, che gli sottrasse il posto da titolare in numerose occasioni. Si trasferì quindi al Vélez, dove giocò dal 1964 al 1965 in Primera División argentina, ritrovando la continuità; nel 1966 espatriò nuovamente, stavolta per trasferirsi in Uruguay, al Cerro. Dopo 17 partite nella stagione 1966, passò al Nacional di Montevideo, con cui si classificò al secondo posto nella Coppa Libertadores 1967, vinta dal Racing Avellaneda. Nel settembre 1968 rescisse il contratto con il Nacional e si trasferì in Brasile, dove chiuse la carriera nel 1970 giocando per il Flamengo di Rio de Janeiro.

#### Nazionale

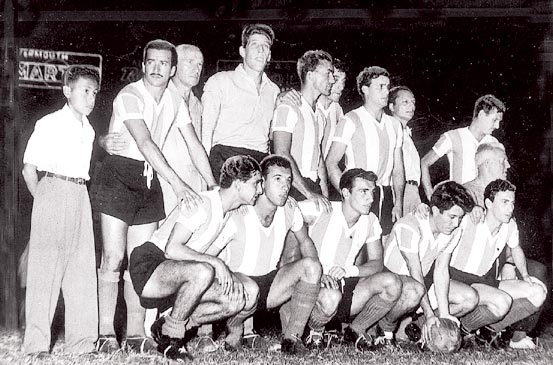
La squadra campione del Sudamerica nel 1957

Domínguez fu incluso nella lista della Nazionale per i Giochi Panamericani del 1951. In tale competizione, giocò contro Venezuela e Cile, subendo un gol contro quest'ultima formazione; contro il Paraguay lo sostituì invece Arturo Rodenak. Il 
28 febbraio 1956 debuttò con la selezione maggiore; nello stesso anno disputò tre amichevoli e partecipò alla Coppa dell'Atlantico e alla Copa Rosa Chevalier Boutell. Fu convocato per il Campeonato Sudamericano de Football 1957 dal commissario tecnico Guillermo Stábile, che lo preferì ad Antonio Roma quale titolare della squadra. Domínguez fece il suo esordio nella manifestazione il 13 marzo 1957 a Lima contro la Colombia: subì due reti da Valencia e Gamboa, e il risultato finale fu di 8-2 per gli argentini. Contro l'Uruguay rimase imbattuto, così come con l'Ecuador; subì altri due gol dal Cile, con la doppietta di Fernández. Nell'incontro con i rivali storici del Brasile Domínguez riuscì a non subire alcuna rete, mentre contro il Perù disputò il primo tempo, venendo sostituito da Roma all'intervallo. Al termine del torneo risultò il portiere meno battuto del torneo con 5 gol al passivo. Il 5 giugno dello stesso anno scese in campo per la Copa Lipton, persa contro l'Uruguay, e giocò la Copa Nicanor R. Newton. Anni dopo, Juan Carlos Lorenzo lo selezionò come secondo portiere per il campionato del mondo 1962: Antonio Roma giocò i due incontri iniziali, e Domínguez fu impiegato in quello, conclusivo, del 6 giugno contro l'Ungheria, che terminò 0-0.

### Allenatore
L'ex portiere divenne allenatore già l'anno successivo al suo ritiro come giocatore: prese le redini del San Lorenzo durante la stagione 1971; nel 1972 allenò invece il Chacarita Juniors. Con la formazione di Villa Maipú colse l'ottavo posto in campionato. Fu poi chiamato a dirigere il Boca Juniors, che improntò a un gioco vivace e gradevole e con cui rimase sino al 1975. Nel 1982 venne messo sotto contratto dal Racing Club, che stava attraversando una crisi sia economica che di risultati, per sostituire Carlos Cavagnaro. Nel 1986 ebbe la sua ultima esperienza in panchina, sempre con il Racing.

## Palmarès

### Giocatore

#### Competizioni nazionali
- Campionato spagnolo: 3

Real Madrid: 1957-1958, 1960-1961, 1961-1962
- Coppa di Spagna: 1

Real Madrid: 1961-1962
- Campionato uruguaiano: 1

Nacional: 1966

#### Competizioni internazionali
- Coppa dei Campioni: 3

Real Madrid: 1957-1958, 1958-1959, 1959-1960
- Coppa Intercontinentale: 1

Real Madrid: 1960

#### Nazionale
- Giochi panamericani: 1

1951
- Campeonato Sudamericano de Football: 1

1957